# Українські танцівниці
Українські танцівниці (раніше також відомі як російські танцівниці) — тематична серія пастелей французького художника Едґара Деґа, на яких зображені жінки, які виконують українські народні танці. Полотна створені в другій половині 1890-х та на початку 1900-х років. Імовірно, Деґа спостерігав виступи українських народних труп у тогочасному Парижі. Назва «російські танцівниці» використовувалася французькими, британськими та американськими мистецтвознавцями та кураторами з огляду на походження танцівниць з території Російської імперії, попри численні дослідження другої половини XX століття, в яких відзначалися етнографічні особливості, що однозначно відносили вбрання та рухи жінок до української культури.
Після здобуття Україною незалежності у 1991 році низка дослідників наголошувала на необхідності змінити помилкову назву картин у музеях та колекціях. З початком російського вторгнення в Україну у 2022 році з'явилися нові заклики до перейменування, найбільш дієвим з яких стала онлайн кампанія, що її провела українська художниця Міріам Наєм. Унаслідок цього лондонська Національна галерея на початку квітня 2022 року перейменувала полотно зі своєї колекції на «Українські танцівниці» Пізніше Метрополітен-музей у Нью-Йорку на запити журналістки та мистецтвознавиці Оксани Семенік перейменував одну зі своїх картин на «Танцівниці в українському костюмі», а також Національний музей Швеції змінив назву однієї з картин на «Три танцівниці в українському костюмі». Натомість Музей витончених мистецтв у Х'юстоні не вважає за потрібне перейменовувати пастелі зі своєї колекції.

## Картини
Усього відомо принаймні 18 пастелей та замальовок пензля Деґа. Дослідниця Ліза Біксенстайн (англ. Lisa Bixenstine) описала 6 завершених пастелей, 4 незавершених та 8 замальовок.
| Картина | Рік       | Техніка                                                            | Холст (см)  | Каталог         | Колекція                                      | Посилання            |
| ------- | --------- | ------------------------------------------------------------------ | ----------- | --------------- | --------------------------------------------- | -------------------- |
|         | 1894      | пастель                                                            | 54 x 34     | MS 390          | приватна колекція                             | [ 7 ]                |
|         | 1895      | пастель і вугілля                                                  | 48 x 67     | MS 392          | приватна колекція                             | [ 8 ]                |
|         | 1895-1899 | калька, пастель, вугілля                                           | 62 x 67     | MS 383          | Національний музей Швеції (Стокгольм, Швеція) | [ 9 ]                |
|         | 1898      | пастель і вугілля                                                  | 73 x 59     | MS 389          | приватна колекція                             | [ 10 ]               |
|         | 1898      | пастель, вугілля та чорна крейда на папері, монтованому на картоні | 67 x 57     | MS 394          | Музей витончених мистецтв (Г'юстон, США)      | [ 11 ]               |
|         | 1899      | tracing paper, pastel, charcoal                                    | 62,2 x 62,9 | MS 384          | Музей витончених мистецтв (Г'юстон, США)      | [ 12 ]               |
|         | 1899      | папір, пастель                                                     | 62,9 x 64,7 | MS 385          | Метрополітен-музей (Нью-Йорк, США)            | [ 13 ] [ 14 ]        |
|         | 1899      | калька, пастель, вугілля                                           | 61,9 x 45,7 | MS 387          | Метрополітен-музей (Нью-Йорк, США)            | [ 15 ] [ 16 ]        |
|         | 1899      | пастель                                                            | 58,4 x 76,2 | MS 391          | приватна колекція                             | [ 17 ]               |
|         | 1899      | Пастель та вугілля на 5 аркушах паперу, монтовані на картоні       | 73 x 59,1   | MS 393, MS 1845 | Національна галерея (Лондон, Велика Британія) | [ 18 ] [ 19 ] [ 20 ] |
|         | 1899      | калька, пастель, вугілля                                           | 59,3 x 38   | MS 1533         | приватна колекція                             | [ 21 ]               |
|         | 1900-1905 | папір, пастель, вугілля                                            | 98,3 x 75,5 | MS 1204         | приватна колекція                             | [ 22 ]               |
|         |           | папір, вугілля                                                     |             |                 | Metropolitan Museum of Art (New York, USA)    |                      |
|         | бл. 1899  | папір, пастель, вугілля                                            | 63 x 60,8   |                 | приватна колекція                             | [ 23 ]               |
|         | 1900-1905 | папір, пастель, вугілля                                            | 54 x 71,1   |                 | приватна колекція                             | [ 24 ]               |